# Wiadomości (tygodnik emigracyjny)
Wiadomości – polski emigracyjny tygodnik społeczno-kulturalny wydawany w latach 1946–1981 w Londynie. 

## Historia
Czasopismo stanowiło kontynuację przedwojennego tygodnika „Wiadomości Literackie” (1924–1939), oraz wydawanego podczas II wojny światowej w latach 1940–1944 „Wiadomości Polskich, Politycznych i Literackich”.
Założycielami pisma byli Mieczysław Grydzewski i Antoni Borman, redaktorami naczelnymi kolejno: Mieczysław Grydzewski (oficjalnie do śmierci w 1970, de facto do 1966, kiedy został częściowo sparaliżowany), Michał Chmielowiec (do 1974) i Stefania Kossowska. Pismo nawiązywało do tradycji przedwojennych „Wiadomości Literackich”. Stale współpracowali z nim m.in. Stanisław Baliński, Stanisław Frenkiel, Ferdynand Goetel, Marian Hemar, Paweł Hostowiec, Marian Kukiel, Jan Lechoń, Wacław Lednicki, Józef Łobodowski, Rafał Malczewski, Józef Mackiewicz, Zygmunt Nowakowski, Adam Pragier, Jan Rostworowski, Stanisław Stroński, Tymon Terlecki, Wiktor Weintraub, Ignacy Wieniewski, Kazimierz Wierzyński i Józef Wittlin. W ostatnich latach tygodnik zamieszczał prace poetów współczesnych, którzy debiutowali już po II wojnie światowej, m.in.: Stanisława Barańczaka, Adama Zagajewskiego, Floriana Śmiei, Bogdana Czaykowskiego, Adama Czerniawskiego, Andrzeja Włodarczyka.
W latach 1958–1990 „Wiadomości” przyznawały corocznie Nagrodę Wiadomości dla najlepszej książki wydanej na emigracji (niekoniecznie z zakresu literatury pięknej). Ufundował ją angielski polonofil Auberon Herbert. Wśród laureatów znaleźli się m.in.: Marek Hłasko (pierwszy nagrodzony), prof. Tadeusz Sulimirski, Witold Gombrowicz, Leopold Tyrmand, Czesław Miłosz, Włodzimierz Odojewski, Grażyna Lipińska.
Archiwum „Wiadomości” znajduje się w Archiwum Emigracji w Bibliotece Uniwersyteckiej w Toruniu, gdzie znalazło stałe miejsce po czasowym pobycie w pomieszczeniu Fundacji z Brzezia Lanckorońskich w Londynie i zakupie przez Archiwum Emigracji na różnych aukcjach zaginionych wcześniej listów do redakcji i z redakcji „Wiadomości”.
Ostatni, pożegnalny numer tygodnika ukazał się na przełomie marca i kwietnia 1981.